# Тетерева, Инара
 Ина́ра Те́теревa (род. 6 февраля 1953, Рига, Латвия) — частный меценат в Латвии, вдова предпринимателя и общественного деятеля Бориса Тетерева.

## Образование
С 1960 по 1971 училась в рижской средней школе «Тейка».
С 1971 по 1974 училась в Латвийской Aкадемии художеств.

## Награды
- 2010 год — Объединение Деловых Женщин Инаре Тетеревой вручил награду «Меценат года».
- 2011 год — меценаты Борис и Инара Тетеревы награждены Орденом Трёх Звёзд.[1]
- 2011 год — меценатам Борису и Инаре Тетеревым вручена премия Цицерона.
- 2011 год — Латвийская Национальная комиссия UNESCO, Государственная инспекция по защите культурных памятников Латвии и общество ICOMOS Latvija вручила награду за меценатство.
- 2011 год — Министерство образования и науки Латвийской Республики в рамках Европейского года, посвященного общественной работе, вручило Грамоту за работу в пользу общественности и за существенный вклад в развитие движения добровольческих общественных работ в Латвии.
- 2012 год — Меценаты Борис и Инара Тетеревы награждены премией года латвийского отделения Общества Данте Алигьери за вклад в сохранение культурного наследия Италии в Латвии[2].
- 2012 год — Меценатам Борису и Инаре Тетеревым вручена награда «Рижанин года 2012» за вклад в возрождение в Риге традиций благотворительности и меценатства культуры[3].
- 2012 год — Рижский университет имени Страдыня присвоил звание Почётного доктора (Doctor honoris causa) Инаре Тетеревой и Борису Тетереву.[4]
- 2018 год — Почётная грамота Кабинета Министров Латвии[5]

## Общественная деятельность
С 1997 года семья меценатов Тетеревых активно поддерживает реконструкцию Рундальского дворца.
В 2010 году Борис Тетерев вместе с супругой Инарой основывает и руководит семейным благотворительным фондом. Цель фонда — поддерживать выдающиеся и общественно полезные благотворительные инициативы в Латвии и в других странах.
Фонд оказывает активную поддержку культуре Латвии — Рундальскому дворцу, Рижскому русскому театру имени Михаила Чехова, Латвийской музыкальной академии и др. В 2012 году меценаты Борис и Инара Тетеревы подарили музею «Рижская биржа» скульптуру Дмитрия Гутова «Гондола».
В рамках Программы совершенства высшего образования Фонд Бориса и Инары Тетеревых сотрудничает с Рижским университетом им. Страдыня, учредив стипендии в области медицины для студентов, гранты для поддержки научных исследований и Академии интеллигентности, а также разработав стратегический план (2012—2020) по развитию университета. В 2011 году Фонд учредил Премию года Латвийской Aкадемии художеств (лауреаты — художник Джемма Скулме, искусствовед Лайма Слава, художник Янис Авотиньш). В 2012 году в рамках Программы совершенства высшего образования разработан план стратегических действий Академии художеств, а также учреждена Стипендия Инары Тетеревой в области изобразительных искусств (первые стипендиаты — Лилита Бауге, Сандра Стреле и Агита Штейнберга). В 2012 году при поддержке Фонда Бориса и Инары Тетеревых создана Академия Латвийской Национальной оперы.
Фонд поддерживает организации по развитию сообществ, защите животных и помогает малоимущим людям. В 2010 году фонд начал поддержку деятельности суповых кухонь, в зимний сезон 2012/2013 года помощь предоставлена 56 суповым кухням во всей Латвии.
Существенную поддержку фонд оказывает усилиям по защите животных — в 2010 году начато сотрудничество с приютом для животных «Друг животных»(«Dzīvnieku draugs»), в 2013 году с приютом «Хорошие дома» («Labās mājas»). В 2011 году в эфир 1 канала Латвийского телевидения начала выходить программа о защите, охране и заботе о животных «Лапа на сердце».